# Звартноц (катедрала)
Вижте пояснителната страница за други значения на Звартноц.
Звартноц (на арменски: Զուարթնոց), в превод „Небесни ангели“) е арменска катедрала, строена през 643-652 година. В съвременността от нея са останали само руини, намиращи се в предградията на град Вахаршапат в арменската провинция Армавир.

## История
Катедралата Звартноц е строена във време, когато по-голямата част от Армения е била под византийско управление и по време на ранните нашествия на араби-мюсюлмани в Армения. Строежът на катедралата започва през 643 година под ръководството на католикос Нерсес III Строителя и според сведения на средновековния арменски историк Мовсес Кагаткатваци, тя е осветена през 652 година. Патрон на църквата е Свети Григорий, строежът е вдигнат на място, където се смята, че се е състояла срещата между крал Трдат III и Свети Григорий Просветител. От 653 до 659 година Нерсес е в Тайк и строежът на катедралата се продължава под надзора на Анастас Акораци. След окупацията на Двин от страна на арабите и зачестяващите войни между византийската и арабската армии по източните граници на Византия, Нерсес мести патриаршеския си дворец от Двин в Звартноц.
Храмът устоява на нападенията чак до края на 10 век, но историческите източници не дават сведения за причината за упадъка му. Приблизително копие на катедралата е вдигнато в Ани от Трдат Архитекта по време на властването на Гагик I Багратуни през последното десетиление на 10 век. Съвременният арменски историк Степанос Таронци говори за Звартноц, когато описва църквата, която освещава, като „голяма постройка във Валаршапат (Вахаршапат), посветена на същия светец, който е потънал в руини“.

## Разкопки
В началото на 20 век останките от Звартноц са открити при разкопки. Между 1901 и 1907 мястото е разкопано под ръководството на архимандрит Хачик Дадян, като са открити основите на катедралата както и отломки от патриаршеския дворец и от една винарна. Впоследствие разкопките разкриват, че храмът Звартноц е издигнат върху руини от сгради, датирани към управлението на урартския крал Руса II.

## Постройка
Повечето учени приемат реконструкцията, направена през 1905 година от Торос Тораманян, работил при първоначалните разкопки. Той предполага, че сградата е била на три етажа.
Някои учени като Степан Мнацаканян и най-вече А. Кузнецов, отхвърлят реконструкцията на Тораманян и предлагат алтернативни чертежи. Според Кузнецов, чертежът на Тораманян е „нелогичен като конструкция“ и настоява, че за времето си техническата експертиза на строителите не би могла да отговаря на смелия дизайн, който Тораманян си е представял.
Интериорът на украсената с мозайки църква е имала формата на гръцки кръст или тетраконх, с пътека, обикаляща наоколо, докато екстериорът се състои от 32-странен правилен многоъгълник, който погледнат отдалече изглеждал с форма на окръжност.
През 2000 година, наред с Ечмиадзинската катедрала и църквите във Вахаршапат, катедралата Звартноц е включена в списъка на световното културно и природно наследство на ЮНЕСКО. Рисунка на църквата е изобразена на първия тираж от банкноти от по 100 арменски драма.

## Влияния
Църквата „Свети Григорий“ в Ани (в днешна Турция) е построена през 1001-1005 година с намерението да е възстановка на катедралата Звартноц.
Завършената през 2003 година църква „Света Троица“ в район Малатия-Себастия на Ереван е построена от архитекта Багдасар Арзуманян по модела на Звартноц.

## Галерия
- Пътна карта на района на Звартноц
- Колони в Звартноц
- Частично реконструирана колона с капител в стил „арменски йонийски“
- Реконструирани части от катедралата
- Съвременна репродукция на слънчев часовник
- Съдове за вино в Звартноц
- Реконструкция на интериора от Тораманян
- Реконструкция на интериора от Тораманян
- Реконструкция на интериора от Тораманян

- Панорамна гледка от Звартноц